# Lichtner Seamount
Lichtner Seamount ist ein unterseeischer Berg in der Lasarew-See vor der Prinzessin-Martha-Küste des ostantarktischen Königin-Maud-Lands.
Der Berg wurde nach dem deutschen Kartografen Werner Lichtner (2. Oktober 1945 – 12. April 1989) benannt, der im Bereich der Computer-Kartografie und computergestützten Kartierung mit Schwerpunkt auf Meereskartographie tätig war. Nachdem Dr. Hans-Werner Schenke vom Alfred-Wegener-Institut den Namen  im Jahr 1999 vorgeschlagen hatte, wurde er im April 2000 vom amerikanischen Advisory Committee on Undersea Features offiziell angenommen.